# Абакумов Валентин Георгійович
Валенти́н Гео́ргійович Абаку́мов (нар. 24 червня 1938, м. Горлівка Донецької області) — український науковець, фахівець у галузі радіоелектроніки. Професор, доктор технічних наук, академік Української Академії Наук Національного Прогресу, завідувач кафедри з 1980 по 2005 р., член Спілки кінематографістів.

## Біографія
Закінчив КПІ у 1960 р. з відзнакою за спеціальністю «Електронні прилади».
Працював на посадах від асистента до завідувача кафедри, декана електроакустичного факультету (ЕАФ). Кандидатську дисертацію захистив у 1965 р., докторську – у 1975 р.
Викладає дисципліни «Електронні промислові пристрої», «Теорія електричного зв’язку», «Системи прикладного телебачення», «Теорія інформації та кодування», «Спеціальні системи телебачення».
Наукова діяльність пов”язана з розвитком теорії і техніки фотоелектричних та телевізійних скануючих систем обробки інформації, а також систем прикладного телебачення та цифрової обробки біомедичних зображень. На базі інформаційної теорії систем розробив навчальний курс «Електронні промислові пристрої» і створив перший в СРСР однойменний навчальний посібник (1978), рекомендований для вищих навчальних закладів СРСР. Започаткував в Україні підготовку спеціалістів у галузі сучасної відеотехніки. Організував у КПІ науково-дослідний інститут аудіо та відеотехніки ( НДІ АВ). Був директором НДІ АВ на громадських засадах ( з 1995 по 2008 рік).
Сфера наукових інтересів: прикладне телебачення, системи відображення інформації, телекомунікаційні системи, відео- та аудіотехніка, біомедичні електронні системи, цифрова обробка сигналів і зображень.

## Звання, премії
- 1989 — Державна премія УРСР у галузі науки і техніки.
- 1992 — Заслужений діяч науки і техніки України.

## Праці
- Абакумов, В. Г. Теорія інформації та кодування. [Архівовано 10 листопада 2017 у Wayback Machine.] Ч. 1 [Електронний ресурс] : навчальний посібник / В. Г. Абакумов ; НТУУ «КПІ». - Електронні текстові дані (1 файл: 3,42 Мбайт). – Київ : НТУУ «КПІ», 2011. - Назва з екрана.